# 杨金秀
杨金秀（1927年6月24日—2017年7月13日），人稱楊二小姐，缅甸果敢女毒枭、军阀。杨金秀生于果敢土司家族，从1950年代开始从事鸦片走私事业。1959年果敢土司被廢除後，她不甘家族世袭统治的结束，控制了果敢地区的军队，成为果敢实际执政者。她还曾多次被捕入狱。她晚年在缅甸木姐度过，于2017年7月13日以90岁高龄去世。

## 早年生活
杨金秀1927年6月24日生于果敢炸地林衙門，为果敢土司杨文炳的次女，人稱楊二小姐。其母亲蒋淑敏是中国云南省临沧市镇康县的望族闺秀。她出身半自治的果敢掸邦华裔少数民族世袭统治家族，有10个兄弟姐妹。杨金秀幼年曾在炸地林讀書啓蒙:478-479，自幼个性刚烈、好胜心强，自小爱穿男装，拒绝纏足。据称从四岁就开始玩枪，后来以能使双枪出名。之後她轉入臘戍的守护天使修院学校接受教育，但未能專心學習，後來便離開了教會學校:478-479。

## 贩毒与执政
1942年3月，日軍入侵果敢，她跟隨母親避難於諸葛炮樓山。1943年，楊文泰發動兵變，她跟隨母親輾轉滯留在中國昆明。同年隨母親返回果敢，暫住於竹瓦寨。1949年出嫁大勐宜土司之子段朝文，育有一子。1951年離異，携子離開大勐宜返回果敢。離異的她在民風保守的果敢備受歧視，在這時候她被李彌的雲南反共救國軍看上，被任命為第四縱隊司令。她用從民間收繳的武器武裝了其下屬黃大龍支隊、羅仕傑大隊，聲勢日大:478-479。时值冷战初期，为阻止共产主义的蔓延，美國中央情報局也曾资助杨金秀的军队。對此，杨金秀的哥哥果敢土司杨振材及參謀長杨振声十分不滿，竭力勸阻，但她不予理會。杨振材、杨振声二人均為緬甸聯邦議會議員，在他們離開果敢參加會議期間，楊金秀便干預果敢政務，有時長達數月之久。另外她還以補充軍需為名敲詐頭人和百姓，並縱容屬下洗劫、敲詐邊境地區:478-479。
杨金秀1940、50年代在果敢地区办学校，免费供年轻人上学，并聘请中華民國國軍将领开设军训班，“果敢王”彭家声、毒枭罗星汉、果敢前第一特区秘书长刘国玺都是学校的学生。1950年代，她开始进行鸦片走私，在金三角地区建立了鸦片贸易路线。
1952年11月，果敢土司楊振材奉聯邦政府密令返回果敢，籌建地方聯防武裝，至次年3月驅逐國民黨勢力:466-467。與此同時，楊金秀於1952年在泰緬邊境的勐乃被緬甸政府逮捕。她被指控與国民党士兵勾結、帮助国民党士兵非法入境，關押在曼德勒，直至1954年3月獲釋，但被禁止返回果敢，只允許在臘戍、滾弄兩地生活。在這段時期中，她在臘戍創立了鋸木廠等企業，並與緬甸聯邦情報部門搭上了關係:478-479。
1959年6月，緬甸取消了果敢土司的世襲制度，权力交到地方议事会，同时建立了各区联防队。楊金秀獲准返回果敢，出任「安全督導」。果敢議事會在法律上行使行政、警察、司法教育等自治權利:466-467，由楊啓智擔任主席，楊文瑞、彭積廣任副主席，遷入原果敢土司的炸地林衙門辦公。但一切權力都由安全督導楊金秀把持:291。楊金秀主政期間，恢復籌建建果中學，下令要求家家戶戶都要種茶:478-479。此外她還鼓励毒品交易和赌博业，从中获取高额税收。她拓展了果敢-泰國之間的鴉片商道:478-479，讓幕僚羅星漢負責鴉片的采購運銷:481。1963年8月18日，杨金秀在赴腊戍开会时被奈温军政府的警察逮捕，與此同時羅星漢連同其商隊也在泰緬邊境的勐東遭扣押:481。她被指控從事鴉片貿易和軍火走私:478-479，投入仰光的永盛监狱里。在楊金秀被捕後，果敢政局陷入危機，楊振聲被推舉為果敢自治軍總指揮，反對奈溫軍政府:468。
楊金秀被关了5年，据说她在那里遭受了酷刑。她于1968年释放，之後她定居仰光。
1989年，她和罗兴汉被缅甸军情局局长欽紐招募，帮助缅甸政府与少数民族叛军协商停火协议。

## 逝世
杨金秀的晚年生活在缅甸北部的木姐度过，她于2017年7月13日去世。地方官员为她举行了正式葬礼。她的棺材放到7月24日，以便当地民众前来吊唁。

## 个人生活
1948年，杨金秀与木邦大勐宜土司的儿子段朝文（Twan Sao Wen）结婚，两年后生下儿子段吉卜。这个名字来自杨金秀二战期间在中国昆明市看到的美国吉普。婚后的角色转换让她很不适应，她不喜欢她称为“胆小怕事、做事黏黏乎乎”的丈夫。在段吉卜出生后，夫妻俩就开始分居。她的儿子后来在泰国清迈当老师。
杨被认为是双性恋者和跨性别者。她与缅甸电影女演员瓦瓦温瑞有过恋爱关系，送了她很多礼物，还把她的名字加到自己仰光豪宅的房契上。瓦瓦温瑞2015年接受采访时否认她们之间的关系。
民间曾盛传杨金秀和罗星汉有男女关系。2006年杨金秀接受羊城晚报记者采访时表示，“我和他之间是没什么的……我们当时是上下级关系。”